# Wierzchy (powiat poddębicki)
Wierzchy – wieś w Polsce położona w województwie łódzkim, w powiecie poddębickim, w gminie Zadzim.

## Części wsi
| SIMC    | Nazwa      | Rodzaj    |
| ------- | ---------- | --------- |
| 1040450 | Poduchowne | część wsi |
| 1040480 | Stare Role | część wsi |

## Historia
Pierwsza pisana wzmianka o wsi pochodzi z 1399 r. Była to dawniej wieś szlachecka. Już w 2 poł. XV w. istniał tu kościół. Andrzej Piasecki (ur. 1792 r.), proboszcz tej parafii, w 1863 r. został skazany na tajny dozór policyjny za głoszenie „podburzających kazań”.
Do 1954 roku istniała gmina Wierzchy. W latach 1975–1998 miejscowość należała administracyjnie do województwa sieradzkiego.

## Zabytki
Współczesny kościół został wzniesiony w 1727 r. staraniem plebana Walentego Drogońskiego, a wzmocniony fundamentami i restaurowany w 1783 r. przez dziedzica Jana Kantego Gołembowskiego. Jest drewniany, oszalowany, konstrukcji zrębowej, orientowany, jednonawowy z węższym prezbiterium zamkniętym wielobocznie. Belka tęczowa z krucyfiksem z pocz. XVII w. Chór muzyczny wsparty na 2 słupach z rzeźbami św. Stanisława i św. Wojciecha z XVII w. Ołtarz główny barokowy z ok. 1720–1730 r., boczne również barokowe z pocz. XVIII w. W ołtarzu głównym obraz Matki Boskiej Bocheńskiej z 1658 r. (restaurowany w Toruniu w 1970 r.). Na obrazie - poniżej postaci Matki Boskiej figury: św. Mikołaja i św. Dominika, a na samym dole dwie postacie nieznanych fundatorów. Ponadto w świątyni znajduje się szereg obrazów i rzeźb z XVIII w. oraz płyta nagrobna Walerii Sulimierskiej z 1836 r.
Według rejestru zabytków Narodowego Instytutu Dziedzictwa na listę zabytków wpisane są obiekty:
- kościół parafialny pw. św. Mikołaja, drewniany, 1727, nr rej.: 716 z 21.12.1967
- kaplica grobowa, 1 poł. XIX w., nr rej.: 717 z 21.12.1967